# Silene latifolia

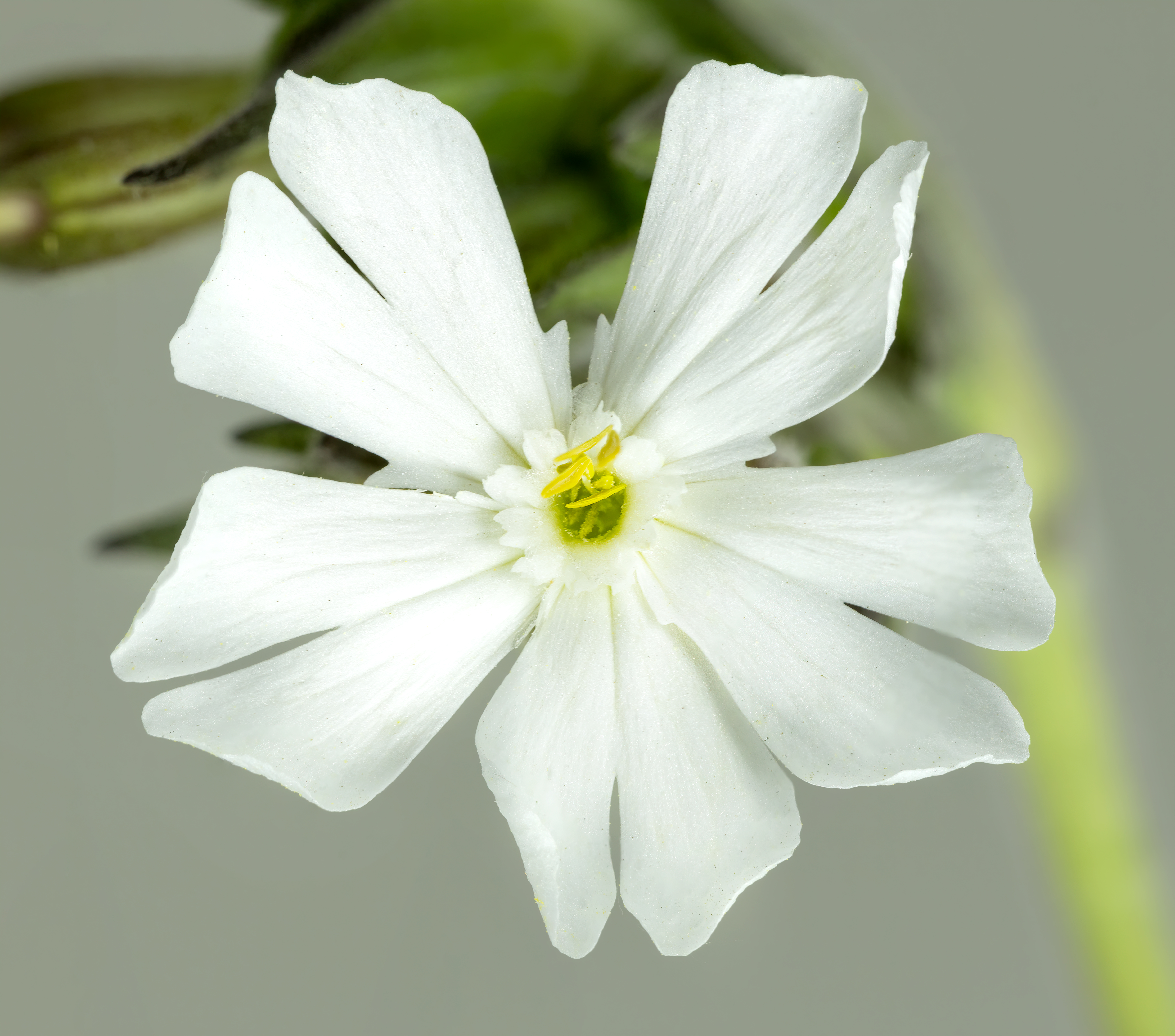
♂

Silene latifolia é uma espécie de planta com flor pertencente à família Caryophyllaceae. 
A autoridade científica da espécie é Poir., tendo sido publicada em Voyage en Barbarie 2: 165–166. 1789.

## Portugal
Trata-se de uma espécie presente no território português, nomeadamente em Portugal Continental e no Arquipélago dos Açores.
Em termos de naturalidade é nativa de Portugal Continental e não se tem certeza de que seja espontânea no Arquipélago dos Açores.

## Protecção
Não se encontra protegida por legislação portuguesa ou da Comunidade Europeia.